# Ikarus 411T
Ikarus 411T – trolejbus węgierski wyprodukowany przez firmę Ikarus.
Wyprodukowano jeden egzemplarz, który jest eksploatowany w Budapeszcie.